# Târgușor
Târgușor (in turco Pazarlıya) è un comune della Romania di 1 683 abitanti, ubicato nel distretto di Costanza, nella regione storica della Dobrugia.
Il comune è formato dall'unione di 5 villaggi: Casian, Cheia, Grădina, Mireasa, Târgușor.